# Гансхорен
Гансхорен (на нидерландски: Ganshoren; на френски: Ganshoren) е селище в Централна Белгия, една от 19-те общини на Столичен регион Брюксел. Населението му е около 21 000 души (2006).